# Darrodes de Lillebonne
Jean-Marie-Gabriel d'Arodes de Lillebonne dit Darrodes de Lillebonne (Mézin, 2 janvier 1781 - Paris, juin 1838) est un écrivain français.

## Biographie
Bachelier ès-lettres à Cahors le 13 février 1813, il se fit connaître avec La Clovisiade, un poème épique sur Clovis et Clotilde en 24 chants, mais en a publié seulement 18. Il publiait un chant chaque mois pour le prix d'un franc, mais il n'eut pas assez de souscripteurs pour achever l'œuvre entière.

## Œuvres
- Opuscules divers, en prose et en vers, 1805
- Odes à l'empereur Napoléon, suivies de deux psaumes et d'une satyre contre un bal, 1806
- Le Dernier bulletin, ou la Paix, impromptu mêlé de vaudevilles, avec Léopold Chandezon et Armand Séville, 1806
- La Clovisiade, ou Le triomphe du christianisme en France, poésies, 3 vol, 1826-1830
- Appel au peuple gaulois, par un barde de la secte des Druides sous le règne de Clovis, fondateur de la monarchie française, 1832
- Histoire romaine, avec Victor Boreau, 1838